# Philosophiske Smuler
Philosophiske Smuler er et hovedværk inden for filosofien og teologien, skrevet af den danske filosof Søren Kierkegaard i 1844 under pseudonymet Johannes Climacus. Bogen består af et forord og fem kapitler som udfolder spændingen mellem filosofi og teologi i forsøget på at finde "...et historisk Udgangspunkt for en evig Bevidsthed;", i modsætning til den idealistiske tankegang fra Platon, Aristoteles og Hegel. Derudover indeholder skriftet et tillæg til kapitel tre og et mellemspil mellem kapitel fire og fem.
Johannes Climacus er en figur i Kierkegaards univers som fra et ikke-kristent synspunkt laver et forsøg for at undersøge muligheden for at Guden kan være kommet til jorden i Jesus Kristus og om man kan bygge sin salighed på dette faktum. Johannes Climacus har en overlegen intellektuel tilgang til sin læser iblandet en selvfornægtende tone. Teksten anses for at være svært tilgængelig.

## Indhold
Climacus' hypotetiske projekt forsøger at belyse, om der kan gives et historisk udgangspunkt i øjeblikket, som man kan bygge en evig salighed på. Som en ægte rationel tænker analyserer han to svar på spørgsmålet; et negativt svar som tager udgangspunkt i Platons dialog Menon, og som kaldes det sokratiske, og et positivt som tager udgangspunkt i et alternativt standpunkt som i modsætning til det sokratiske lægger vægt på, at øjeblikket i tiden har afgørende betydning.
Climacus forsøger at belyse en grundlæggende forskel mellem en filosofisk anskuelse af verden (rationel) og en teologisk anskuelse af verden som to modsætninger idet troen har afgørende betydning for teologien, fordi troen ikke kan gøres til genstand for rationel tænkning. Troen er uforståelig og dermed forargelig.

### Capitel I

#### A: Det sokratiske udgangspunkt
Kierkegaard begynder med det sokratiske. For at man skal kunne bygge en salighed på noget, må man vide, hvad det er, og her begynder Climacus ved at tage fat i Menons spørgsmål: ”Hvorvidt kan sandheden læres?” Sammen kommer Sokrates og Menon frem til, at et menneske ikke kan søge, hvad han ved, da han allerede ved det, og heller ikke kan søge hvad han ikke ved, fordi han ikke ved, hvad han skal søge efter. Sokrates' løsning på dette paradoks er, at enhver viden blot er generindring. Da sjælen er udødelig og har oplevet alt et uendeligt antal gange, har mennesket sandheden i sig, og det er så opgaven at genfinde denne viden gennem dialektisk samspil mellem to mennesker.
På denne måde er der ikke noget afgørende problem for os i at tilegne os sandheden, for den findes i os selv. Vi har altså evnen eller betingelsen til at finde sandheden i os selv og er dermed ikke afhængige af andre instanser, som skal lære os sandheden eller dyden, fx en lærer. Der er altså ikke noget grundlæggende problem i tilegnelsen af sandheden, ”hvilken jeg fra Begyndelsen havde, uden at vide det.”
Det har, ifølge Climacus, en konsekvens for øjeblikket i tiden, som var udgangspunkt for undersøgelsen. ”Socratisk seet, er ethvert Udgangspunkt i Tiden eo ipso et Tilfældigt, et Forsvindende, en Anledning;” Øjeblikket har derfor ingen betydning, fordi det, så snart jeg opdager, at jeg hele tiden har vidst det, bliver skjult i det evige. Set fra evighedens synspunkt er øjeblikket ikke afgørende. Der er altså ikke sket noget nyt. Jeg har blot erindret, hvad der altid har været i mig.
Det sokratiske bevæger sig hele tiden i 'den immanente' verden. Der forsøges ikke at gives en forklaring på tilværelsen ved noget udefra kommende, fx Gud. Mennesket anses for at være det vigtigste i tilegnelsen af viden. Deri ligger et grundlæggende optimistisk syn på erkendelsen. Der findes ikke den sandhed, som ikke kan forstås ifølge tankeprojekt A.
Forholdet mellem elev og lærer har også en betydning, idet læreren giver en anledning og fungerer som jordemoder. Læreren 'giver' ikke sandheden, men hjælper med at fjerne de menneskelige forhindringer, der kan være for at generindre. Læreren bliver dermed en anledning.
Hele bogen ”Philosofiske Smuler” starter på forsiden med Det Lessingske spørgsmålet, om der kan gives et historisk udgangspunkt for en evig bevidsthed. Ud fra sin præsentation af A bliver Climacus’ konklusion at sokratisk tænkt, så er svaret nej. Udgangspunktet i tiden er ikke vigtig, men derimod bare tilfældigt, forsvindende, ja blot en anledning. For den udødelige sjæl kender allerede sandheden. Da læreren heller ikke er vigtig, er det tidspunkt, hvor læreren hjalp den lærende til erkendelse, ligeledes uvigtig. Den lærende er jo selv guddommelig og har blot for en kort periode glemt sandheden. Alt peger altså mod den konklusion, at tiden ikke er vigtig. Dermed kan mennesker heller ikke sokratisk set bygge en evig salighed på en historisk viden (jf. anden del af spørgsmålet på forsiden af Philosofiske Smuler).

#### B: Det kristelige udgangspunkt
Nu begynder Climacus at belyse et alternativ til det sokratiske ved at undersøge, om øjeblikket i tiden kan have afgørende betydning. I modsætning til det sokratiske ”...maa den Søgende lige indtil Øieblikket ikke have havt Sandheden, end ikke i Uvidenhedens Form,” for at øjeblikket skal have afgørende betydning. Men det er jo en forargelse. Mennesket er i en tilstand 'uden for' sandheden og er ikke selv i stand til at erkende sandheden. Der er altså en grænse mellem det kendte og det ukendte, som mennesket ikke kan overskride.
Så langt i analysen begynder Climacus at sætte betegnelser på de forskellige begreber, han opererer med. Terminologien gør det klart, at projekt B er det kristelige, men hypotetisk kunne være noget andet. Læreren, som får betegnelsen Guden, bliver årsagen til, at mennesket bliver klar over, at han er i usandheden: ”Det Læreren da kan vorde ham anledning til at han erindrer, er, at han er Usandheden.”, og at han dermed er udelukket fra sandheden.
Læreren, eller Guden, har ved skabelsen af hvert enkelt menneske givet det betingelsen, men mennesket har mistet den. Betingelsen er evnen til at forstå sandheden. Guden er nødt til at skænke den lærende betingelsen, før mennesket overhovedet er i stand til at forstå sandheden. Faktisk er sagen sådan, at mennesket ”...selv har forspildt og forspilder Betingelsen” for at forstå sandheden, hvilket Climacus kalder synden. Synd skal her nærmere forstås som uvilje og trods mod Gud i ens eksistens, end som konkrete handlinger. At mennesket selv er skyld i at være i synden er en fornærmelse og forargelse, som er en anstødsten for mennesket. Det er ikke rart at blive opmærksom på sin egen skyld; syndsbevidstheden blotlægger menneskets ufrihed. Climacus indfører fortsat genkendelige dogmatiske begreber. Guden frelser dermed mennesket fra ufriheden ved at give mennesket betingelsen og forløser den, der har fanget sig selv ved at forspilde betingelsen og holde sig selv i usandheden og forsoner ved at fjerne den vrede, som mennesket havde fortjent.
Øjeblikket bliver kaldt Tidens Fylde (med en implicit henvisning til evangelierne), og det gøres klart, at øjeblikket i tiden handler om åbenbaringen af Jesus Kristus. Øjeblikket forstås derfor både som hans komme til jorden, men også som den enkeltes spring eller opdagelse af Kristus, altså mødet mellem det i tiden og det evige.
Ændringen af mennesket, fra at være i usandheden til at få betingelsen og dermed sandheden, er en genfødsel af mennesket efter omvendelse og anger til et nyt liv i sandheden. Alt dette skyldes dog ikke mennesket selv, som det gjorde i det sokratiske, men skyldes udelukkende den guddommelige lærer. Mennesket er i dette udgangspunkt afhængig af noget udefrakommende, altså Guden selv, for mennesket mangler evnen til at kunne genkende sandheden.
Climacus siger efter denne vidtløftige logiske tankerække: ”Men lader det her Udviklede sig tænke?” Opgaven er ikke fuldført med dette. Det har rejst flere store spørgsmål, som kræver afklaring.

### Capitel II Et digterisk Forsøg
Når vi ser på, hvordan Climacus videre udvikler disse tanker, starter han i kapitel to med at gå tilbage til det sokratiske, hvor ”Discipelen er Anledning til at Læreren forstaaer sig selv, Læreren Anledning til at Discipelen forstaaer sig selv;” De bliver hinandens anledning. Læreren er i præcis samme situation som disciplen. I modsætning til dette forstår Guden fuldstændig sig selv, men bevæges, ikke af nødvendighed, men af kærlighed. Problemet bliver nu forståelsen, for hvordan skal Guden gøre sig forståelig for disciplen, hvis han ikke skal fjerne det forskellige? Da er forholdet som ulykkelig kærlighed.
Digteren fortæller en ulykkelig kærlighedshistorie om en konge, som elskede en fattig pige. Kongen tumlede med sin sorg over, om hun ville blive lykkelig eller ulykkelig, ”...om hun vilde vinde Frimodighed til aldrig at mindes, hvad Kongen kun ville glemme, at han var Kongen og hun havde været en ringe Pige. Thi skete dette, vaagnede denne Erindring og kaldte stundom som en begunstiget Medbeiler hendes tanke bort fra Kongen, lokkede den ind i hemmelig Sorgs Indsluttethed,” hvilket kongen frygtede aller mest.
Der fremlægges to løsningsforslag. At mennesket kan stige op til Guden, eller at Guden kan stige ned til mennesket. Det første ville dog være et bedrag, for mennesket ville aldrig kunne blive som Guden (ifølge Det Gamle Testamente dør man, hvis man ser Gud). Det ville måske kunne tilfredsstille pigen og den lærende, men for kongen og læreren er det et bedrag. I det andet forslag ville Guden være nødsaget til at blive den ringeste, for ellers ville det ikke være alle, han var lig. Han måtte altså iklæde sig tjenerens skikkelse og ikke kun iklæde sig, men blive tjeneren; han måtte blive et menneske.
At fremstillingen er skrevet som et digterisk forsøg viser, at Climacus vil fremhæve, at man ikke skal lade sig forføre af en smuk historie. En smuk bibelsk fortælling skal ikke bedrage os (ligesom pigen bedrages) til at tro kristendommen. Så er kristendommen ikke andet end bedrag, og den må derfor ikke forveksles med en smuk historie. Man kan kun se Guden sandt med troens øjne.

### Capitel III Det absolute Paradox
Igen starter vi med det sokratiske: at finde det ukendte. Sokrates støder på et problem, dét at han ikke ved, om et menneske er et uhyre eller er gudommeligt. Men hvad ønsker forstanden mere end at nærme sig grænseområdet for vores forstand: ”Dette er da Tænkningens høieste Paradox, at ville opdage Noget, den ikke selv kan tænke.” Tankens lidenskab søger efter det, den ikke forstår. Derfor støder vores forstand på det ukendte, eller Guden, og oplever dens egen undergang.
Climacus påstår nu, i en skælmsk tone, at vi kan ”...antage, at vi veed hvad et Menneske er”, hvilket Sokrates ikke vidste. Mennesket, som ellers lever uforstyrret og kun med tanke på sig selv, bliver i mødet med 'elskovens paradox' vækket til i kærlighed at elske en savnet.
Herefter tager Climacus fat i de klassiske gudsbeviser og deres forsøg på at nå det ukendte. Han behandler hovedsageligt tre gudsbeviser, men ikke ved systematisk kritik. Det ontologiske gudsbevis, at hvis vi forstår gudsbegrebet, det højeste, må gud være dette og dermed eksistere; det andet som pga. bevægelsen i universet må forudsætte en første bevæger, altså gud; og det tredje som ser en tilsyneladende orden i universet, og derfor forudsætter en gud, som må have ordnet kaos. Climacus ser gudsbeviserne som forsøg på at nå det, vi ikke kan nå ved intellektet. ”Den, der derfor vil bevise Guds Tilværelse, han beviser i Mangel heraf noget Andet,” Climacus kritiserer kristendommens afhængighed af gudsbeviser, for Gud lader sig ikke bevise. At beskæftige sig med gudsbeviser viser kun, at man enten generelt mangler evnen til at forstå det ukendte, eller at man forudsætter Guds eksistens fra starten. Gudsbeviset bliver dermed en cirkelslutning og selvmodsigende. For Climacus er det kristelige, eller troen, ubeviselig. Troen, som Climacus kalder springet, er absurd og en dårskab, som forarger enhver, der beskæftiger sig med den. Tro og viden er to vidt forskellige begreber og skal ikke blandes sammen. Dermed adskiller Climacus samtidig det dogmatiske begreb 'Gud' og det filosofisk, abstrakte begreb, 'Gud'.
Ved at ville bevise Guden kan man ikke undgå at foretage et spring. Der er ingen overgang fra det kendte til det ukendte, fra verden til Guden. Vi kan ikke videnskabeliggøre Guden. Guden er det absolut forskellige, i modsætning til det relativt forskellige, som vi godt kan forstå. Der er altså et rum, hvor forstanden ikke kan erkende, og det, der skiller os fra Guden, er synden, at vi har forspildt evnen til at forstå.

### Capitel IV Den samtidige Discipel
I kapitel fire beskrives det menneskes forhold, som har levet samtidig med Guden. Det menneske har set en tjeners skikkelse, som bruger al sin tid på undervisning af folket. Det at være samtidig med begivenhederne giver ikke i sig selv nogen ændring i den lærendes tilstand. Der er nemlig to måder at se dette Gud-menneske på. Enten interesserer mennesket sig kun for det historiske, som er det uvæsentligt, ifølge Climacus, og ser kun Guden med det ydre øje. Så forsøger man blot at lære noget af ham, og man kommer ikke i et afhængighedsforhold til Guden. Hvad der derimod betyder noget er, at Guden er blevet menneske (inkarnationen). Troen på dette er ”...naar Forstanden og Paradoxet støde lykkeligen sammen i Øieblikket;”, så ser man Guden med det indre øje (troens autopsi). Man kunne så interessere sig nok så meget for de historiske data og Gudens undervisning, men det ville ikke have nogen betydning i forhold til frelsen. Man bliver ikke discipel af den grund, og det er kun Guden, der skænker betingelsen for troen.
Tro er ikke afhængig af forstanden, er ikke erkendelse af sandheden, er ikke et resultat af viljen, men det at vide, at man skylder Guden alt, og denne tros genstand er paradokset: at forene det, der før var ulige, uden at gøre det lige (at finde det man ikke ved, hvad er). Det væsentlige er, at Guden blev menneske, ifølge Climacus, og altså ikke dennes lære eller gerninger.
Man kan ikke umiddelbart tro Guden, for han ligner ikke andet end det mindste menneske, men ved hjælp af betingelsen, som Guden skænker, åbnes disciplens indre (sjælelige) øjne for herligheden i tjeneres skikkelse. Troen er et under og en gave, som gives af Guden. Når forstanden støder sammen med det ukendte eller absolut forskellige i øjeblikket (i mødet med Guden som er blevet menneske), er der to reaktioner, enten den lykkelige: troen; eller den ulykkelige: forargelsen.

### Capitel V
Climacus beskriver i kapitel fem forskellen mellem den samtidige, den første generation efter, og den sidste generation. Er der overhovedet mulighed for at blive discipel 1843 år senere? Climacus mener, at man kun har en historisk fordel ved at være første generation efter begivenheden, altså ingen reel fordel. At være nær begivenhederne bidrager til at man vækker opmærksomheden på den rystelse det var, at Guden blev menneske.
Hvis man derimod tror, at afstanden til begivenhederne har gjort det nemmere at tilegne sig troen, fordi den er blevet gjort naturlig, kommer man også i et problem, for hvis troen er nem, så har man slet ikke forstået den. Troen går først op for den sidste generation, når ”Forfærdelsen vil gribe ham ligesaa primitivt som den første generation...”. Troen er forstået som en personlig overbevisning og en ægte omvendelse, der risikerer alt og ikke som en 'sandsynlig', akademisk tro.
Hvad angår disciplen på anden hånd, kan de fakta, der er overleveret fra de første generationer resultere i tre ting. a) En historisk viden som ingen betydning har i forhold til frelsen. b) At opdage det evige i os selv, altså det sokratiske. Eller c) at det bliver anledning til, at man modtager betingelsen af Guden. Dette sidste kan kun tilvejebringes ved et direkte forhold til Guden og ikke vha. en mellemmand, for ”...der [kan] ikke være Tale om en Discipel paa anden Haand.” Dermed kan den tidligere discipel kun fortælle den senere, at vedkommende har troet, og det har endda ikke betydning i forhold til frelsen, men kun som anledning.
Dermed kan det historisk nødvendige, for troen, destilleres til et meget lille punkt, for ”...at Guden har været i menneskelig Skikkelse, er Hovedaarsagen.” Det er tilstrækkeligt for at give mennesket en anledning.

### Sekundærlitteratur
- Peter Thielst, Livet forstås baglæns, men må leves forlæns, Det lille Forlag, 2004. ISBN 87-91220-16-5

- http://www.fyldepennen.dk/tekster/40363